# Caccobius dybowskii
Caccobius dybowskii là một loài bọ cánh cứng trong họ Bọ hung (Scarabaeidae).